# Ligia Silveira Funch
Ligia Silveira Funch (1963) es una bióloga, botánica, geobotánica, curadora, y profesora brasileña.

## Biografía
En 1985, obtuvo la licenciatura en Ciencias Biológicas (modalidad médica) por la Universidad Federal de Pará; en 1991, y por la Universidad Estadual de Campinas, un título de maestría en botánica, defendiendo la tesis  Revisão do Gênero Periandra Mart. ex Benth. (Leguminosae, Papilionoideae, Phaseoleae), con la supervisión de la Dra. Graziela Maciel Barroso (1912-2003); y, en 1997, el doctorado en ciencias (botánica) por la misma casa de altos estudios, siendo becaria del Consejo Nacional de Desenvolvimiento Científico y Tecnológico, CNPq, Brasil, como también para la maestría.
Entre 2005 a 2006, realizó un posdoctorado, por la Universidad Estatal de Arizona.
Desde 1998, fue profesora titular, y desde 2009 profesora plena, de la Universidad Estadual de Feira de Santana. Tiene experiencia en ecología, con énfasis en la ecología de la vegetación, actuando principalmente, en la región de la Chapada Diamantina, en las áreas de florística, estructura, fenología, polinización y dispersión de semillas. Es parte del núcleo permanente de Programas de Posgrado en Ingeniería (Capes 5) y de Recursos Fitogenéticos (Capes 4), ambos de la UEFS.
Es autora en la identificación y nombramiento de nuevas especies para la ciencia, a abril de 2015, posee tres nuevos registros de especies, especialmente de la familia Myrtaceae, y con énfasis del género Psidium (véase más abajo el vínculo a IPNI).

## Algunas publicaciones
- SOUZA, ISYS; FUNCH, LIGIA; DE QUEIROZ, LUCIANO. 2014. Morphological analyses suggest a new taxonomic circumscription for Hymenaea courbaril L. (Leguminosae, Caesalpinioideae). Phytokeys 38: 101-118

- OLIVEIRA, Marla I. U.; LANDRUM, L.; OLIVEIRA, R. P.; FUNCH, L. S. 2013. A new species fo Campomanesia (Myrtaceae) from Bahia, Brazil, and its relationships with the C. xanthocarpa complex. Phytotaxa: a rapid international journal for accelerating the publication of botanical taxonomy 149: 19-26

- OLIVEIRA, Marla I. U.; FUNCH, L. S.; LANDRUM, L. 2012. On the taxonomic identity and conservation status of Campomanesia ilhoensis Mattos and C. viatoris Landrum (Myrtaceae). Acta Botanica Brasílica (impreso) 26: 512-515

- FONSECA, R. B. S.; FUNCH, L. S.; BORBA, E. L. 2012. Dispersão de Melocactus glaucescens Buining & Brederoo e M. paucispinus G.Heimen & R.Paul (Cactaceae), no Município de Morro do Chapéu, Chapada Diamantina - BA. Acta Botanica Brasílica (impreso) 26: 481-491

- SOUZA, I. M.; COUTINHO, K.; FUNCH, L. S. 2012. Estratégias fenológicas de Senna cana (Nees & Mart.) H.S.Irwin & Barneby (Fabaceae: Caesalpinioideae) como mecanismo eficiente para atração de polinizadores. Acta Botanica Brasílica (impreso) 26: 435-443

- OLIVEIRA, Marla I. U.; FUNCH, L. S.; LANDRUM, L. 2012. Flora da Bahia: Campomanesia (Myrtaceae). Sitientibus. Série Ciências Biológicas 12: 91-107

- FONSECA, R. B. S.; FUNCH, L. S.; BORBA, E. L. 2012. Dispersão de sementes de Melocactus glaucescens e M. paucispinus (Cactaceae), no Município de Morro do Chapéu, Chapada Diamantina - BA. Acta Botanica Brasílica (impreso) 26: 481-492

- MIRANDA, L.; VITORIA, A. P.; FUNCH, L. S. 2011. Leaf phenology and water potential of five species arboreal in gallery and montante forest in the Chapada Diamantine, Bahia, Brazil. Environmental and Experimental Botany 70: 143-150

- COUTO, A. P. L.; FUNCH, L. S.; CONCEICAO, A. A. 2011. Composição florística e fisionomia de floresta estacional semidecídua submontana na Chapada Diamantina, Bahia, Brasil. Rodriguesia 61: 391-405

- OLIVEIRA, Marla I. U.; FUNCH, L. S.; SANTOS, F. A. R.; LANDRUM, L. 2011. Aplicação de caracteres morfoanatômicos foliares na taxonomia de Campomanesia Ruiz & Pavon (Myrtaceae). Acta Botanica Brasílica (impreso) 25: 455-465

- NEVES, E. L.; FUNCH, L. S.; VIANA, B. F. 2010. Comportamento fenológico de três espécies de Jatropha (Euphorbiaceae) da Caatinga, semi-árido do Brasil. Revista Brasileira de Botânica (impreso) 33: 155-166

- RIBEIRO FILHO, A. A.; FUNCH, L. S.; RODAL, M. J. N. 2009. Composição florística da mata ciliar do rio Mandassaia, Parque Nacional da Chapada Diamantina, Bahia. Rodriguesia 60: 265-276

- FUNCH, R.; HARLEY, R.; FUNCH, L. S. 2009. Mapping and evaluation of the state of conservation of the vegetation in and surrounding the Chapada Diamantina National Park, NE Brazil. Biota Neotropica 9: 1-10

- COSTA, G. M.; FUNCH, L. S.; CONCEICAO, A. A.; MORAES, A. C. S. 2009. Composição florística e estrutura de cerrado senso restrito na Chapada Diamantina, Palmeiras, Bahia, Brasil. Sitientibus. Série Ciências Biológicas 9: 245-259

- LANDRUM, L.; FUNCH, L. S. 2008. Two new species of Psidium (Myrtaceae) from Bahia, Brazil. Novon (Saint Louis) 18: 74-77

- FONSECA, R. B. S.; FUNCH, L. S.; BORBA, E. L. 2008. Reproductive phenology of Melocactus (Cactaceae) species from Chapada Diamantina, Bahia, Brazil. Revista Brasileira de Botânica 31: 237-244

- CERQUEIRA, C. O.; FUNCH, L. S.; BORBA, E. L. 2008. Fenologia de Syngonanthus mucugensis Giul. ssp. mucugensis e S. curralensis Moldenke (Eriocaulaceae), nos municípios de Mucugê e Morro do Chapéu, Chapada Diamantina, Bahia, Brasil. Acta Botanica Brasilica 22: 962-969

- CONCEIÇAO, A. A.; FUNCH, L. S.; PIRANI, J. R. 2007. Reproductive phenology, pollination and seed dispersal syndromes on sandstone outcrop vegetation in the Chapada Diamantina, northeastern Brazil: population and community analyses. Revista Brasileira de Botânica 30: 475-485

- RAMOS, C. O. C.; BORBA, E. L.; FUNCH, L. S. 2005. Pollination in Brazilian Syngonanthus (Ericaulaceae) Species: Evidence for Entomophily instead Anemophily. Annals of Botany 96: 387-397

- FUNCH, L. S.; FUNCH, R.; BARROSO, G. M. 2002. Phenology of gallery and montane forest in the Chapada Diamantina, Bahia, Brazil. Biotropica 34 (1). 40-50

- PINHEIRO, R. V. L.; MAURITY, C. W.; LOUREIRO, A. H.; FUNCH, L. S.; LOPES, P. R. do C.; SILVEIRA, O. T.; PAIVA, R. S.; LINS, A. L. A.; VERISSIMO, C. U. V.; ARCANJO, S. H. S.; KERN, D. C.; KRAUSE, E. A. K.; LIMA FILHO, M. F.; ROCHA, J. B. 2001. As Grutas Bauxíticas da Serra do Piriá - PA. Boletim do Museu Paraense Emílio Goeldi. Botânica 13: 65-97

## Libros
- FUNCH, R.; FUNCH, L. S. 2014. 100 Flores Nativas do Parque Nacional da Chapada Diamantina. 1ª ed. Feira de Santana: Print Mídia Editora, 128 pp.

- FUNCH, L. S.; MIRANDA, L. 2011. Serrano - Parque Municipal da Muritiba. 1ª ed. Feira de Santana: Print Mídia Editora, 187 pp.

- FUNCH, L. S.; FUNCH, R.; QUEIROZ, L. P. (orgs.) 2008. Serra do Sincorá - Parque Nacional da Chapada Diamantina. Feira de Santana: Radami, 251 pp.

- JUNCA, F. A.; FUNCH, L. S.; FRANCA-ROCHA, W. (orgs.) 2005. Biodiversidade e Conservação da Chapada Diamantina. Brasília: Ministério do Meio Ambiente, 435 pp.

- FUNCH, L. S.; HARLEY, R.; FUNCH, R.; GIULIETTI, A. M.; MELO, E. (orgs.) 2004. Plantas Úteis da Chapada Diamantina. RiMa, 206 pp. ISBN 8576560046, ISBN 9788576560043

### Capítulos de libros
- FUNCH, L. S.; Oliveira, R. P. 2011. Angiospermas: plantas com flores e frutos. In: Ligia Silveira Funch; Lia d'Afonseca pedreira de Miranda (orgs.) Serrano - Parque Municipal da Muritiba. 1ª ed. Feira de Santana: Print Mídia Editora, p. 111-138.

- FUNCH, L. S.; LANDRUM, L.; HUEHBE, M.; MAZINE, F. F. 2009. Myrtaceae. In: A. M. Giulietti; Queiroz, L. P.; Rapini, A.; Silva, J. M. C. (orgs.) Catálogo de espécies de plantas raras do Brasil. Brasilia: Conservação Internacional do Brasil/UEFS

FUNCH, L. S. ; Oliveira, R. P. . Angiospermasplantas com flores e frutos. In: Ligia Silveira Funch; Lia d'Afonseca pedreira de Miranda. (Org.). Serrano - Parque Municipal da Muritiba. 1ed.Feira de Santana: Print Mídia Editora, 2011, v. , p. 111-138.
En Ligia Silveira Funch; Roy Funch; Luciano P. de Queiroz (orgs.) Serra do Sincorá - Parque Nacional da Chapada Diamantina. Feira de Santana - Radami, 2008
- FUNCH, L. S. Florestas da região norte do Parque Nacional da Chapada Diamantina e seu entorno, Chapada Diamantina, Bahia ( no prelo), p. 35-46.
- FUNCH, L. S. Fenologia das matas da região de Lençóis, Chapada Diamantina, Bahia, p. 47-55.

- FUNCH, L. S.; RODAL, M. J. N.; FUNCH, R. 2008. Floristic aspects of forests of the Chapada Diamantina, Bahia, Brazil. In: Thomas, W. & Britton, E. G. (orgs.) The Coastal Forests of Northeastern Brazil. New York: Springer & NYBG Press, p. 193-220.

- BORBA, E. L.; BANDEIRA, F.; FUNCH, L. S.; FUNCH, R.; GIULIETTI, A. M.; NASCIMENTO, F. H.; PELACANI, C. R.; SANTANA, J. R. F.; BERG, C. 2008. Conservação e manejo de espécies de sempre-vivas (Eriocaulaceae), orquídeas (Orchidaceae) e cactos (Cactaceae) da Chapada Diamantina ameaçadas de extinção. (no prelo). In: Denise Marçal Rambaldi (org.) Espécies da flora ameaçada de extinção - recomendações para o manejo e políticas públicas. Brasília-DF: Ministério do Meio Ambiente.

En Junca, F. A., Funch, L. S. & Franca-Rocha, W. (orgs.) Biodiversidade e Conservação da Chapada Diamantina. Brasília, DFMinistério do Meio Ambiente, 2005
- FUNCH, L. S.; FUNCH, R.; GIULIETTI, A. M.; HARLEY, R.; FRANCA, F.; QUEIROZ, L. P.; MELO, E.; GONÇALVES, C. N.; SANTOS, T. R. Florestas Estacionais Semideciduais, p. 181-194.
- HARLEY, R.; GIULIETTI, A. M.; SANTOS, T. R.; FUNCH, L. S.; FUNCH, R.; QUEIROZ, L. P.; FRANCA, F.; MELO, E.; GONÇALVES, C. N. Cerrado, p. 121-152.
- QUEIROZ, L. P.; FRANCA, F.; GIULIETTI, A. M.; MELO, E.; GONÇALVES, C. N.; FUNCH, L. S.; HARLEY, R.; FUNCH, R.; SANTOS, T. R. Caatinga, p. 95-120.

En Junca, F. A., Funch, L. S. & Franca-Rocha, W. (orgs.) Biodiversidade e Conservação da Chapada Diamantina.. Brasília, DFMinistério do meio Ambiente, 2005.
- FRANCA-ROCHA, W.; JUNCA, F. A.; Chaves, J. M.; FUNCH, L. S. Considerações Finais e Recomendações para Conservação, 409-435.
- FRANCA-ROCHA, W.; CHAVES, J. M.; Rocha, C. C.; FUNCH, L. S.; JUNCA, F. A. Avaliação Ecológica Rápida da Chapada Diamantina, p. 29-46.

- BARROSO, G. M.; FUNCH, L. S. 1998. Myrtaceae. In: Maria Lenise Guedes; Maria Dolores R. Orge (orgs.) Cheklist das espécies vasculares do Morro do pai Inácio (Plameiras) e Serra da Chapadinha (Lençóis), Chapada Dimantina, Bahia, Brasil. 1ª ed. Salvador, p. -67.

## En Congresos
- FUNCH, L. S.; MIRANDA, L.; CERQUEIRA, C. O.; SOUZA, I. M.; LIMA, M. R. O.; MEDEIROS, R. L.; FONSECA, R. B. S. 2009. Fenologia reprodutiva, polinização, dispersão e germinação de Hymenolobium janeirense Kuhl. var. stipulatum (N.Mattos) Lima (Leguminosae) na Chapada Diamantina, Bahia, Brasil. In: Resumos 60.º Congresso Nacional de Botânica, Feira de Santana.

EnResumos 57.º Congresso nacional de Botânica, Gramado, 2006.
- MORAES, A.; MOTA, G.; CONCEIÇÃO, A. A.; FUNCH, L. S. Fenologia e Síndromes de dispersão de espécies de cerrado no Parque Nacional da Chapada Diamantina, Bahia, Brasil

- MOTA, G.; MORAES, A. C. S.; CONCEICAO, A. A.; FUNCH, L. S. Composição florística e fitossociologia de uma área de cerrado no Parque Nacional da Chapada Diamantina, Bahia, Brasil.

- SANTOS, P. O.; MIRANDA, L. ; COSTA, G. M. ; FUNCH, L. S. 2005. Comportamento germinativo e biometria de sementes de Vochysia pyramidalis Mart. (Vochysiaceae). In: Encontro de Biologia - UEFS, 2005, Feira de Santana. Livro de Resumos. Feira de Santana: Imprensa Universitária, p. 38.

En Resumos 55.º Congresso Nacional de Botânica / 26º Encontro Regional de Botânicos de MG, BA e ES, Viçosa, 2004.
- FONSECA, R. B. S.; FUNCH, L. S. Dispersão de Melocactus glaucescens Buining & Brederoo e M. paucispinus G.Heimen & R.Paul (Cactaceae), no município de Morro do Chapéu, Chapada Diamantina - BA.
- FONSECA, R. B. S.; FUNCH, L. S. Fenologia reprodutiva de Melocactus glaucescens Buining & Brederoo e M. paucispinus G.Heimen & R.Paul (Cactaceae), no município de Morro do Chapéu, Chapada Diamantina - BA.
- RAMOS, C. O. C.; FUNCH, L. S. Fenologia reprodutiva de Syngonanthus curralensis Moldenke e S. mucugensis Giul. (Eriocaulaceae), nos municípios de Morro do Chapéu e Mucugê, Chapada Diamantina, Bahia, Brasil.

## Revisora de periódicos
- 2000: Sitientibus. Série Ciências Biológicas (1519-6097)
- 2002: Acta Botanica Brasilica
- 2005: Sitientibus. Série Ciências Biológicas
- 2006: Rodriguesia
- 2007 - actual: Revista Brasileira de Botânica
- 2007 - actual: Novon

## Membresías
- Sociedad Botánica de Brasil[8]

- Portal:Biografías. Contenido relacionado con Botánica.
- Portal:Biología. Contenido relacionado con Taxonomía.